# The County Chairman
The Country Chairman é um filme mudo estadunidense de 1914, do gênero drama, dirigido por Allan Dwan.